# Iwan (biskup Lacedemonu)
Iwan (XIII wiek) – duchowny katolicki, franciszkanin, biskup.
Do dziś poza kilkoma wzmiankami o nim samym nie zachowały się żadne dokumenty na temat jego działalności. Wiadomo, że należał do zakonu franciszkanów. Około 1294 roku został prekonizowany biskupem Lacedemonu w Grecji. Wiadomo także, że sprawował swoje funkcje pontyfikalne we Wrocławiu, prawdopodobnie nie będąc tutejszym biskupem pomocniczym, chociaż nie jest to jednoznacznie wykluczone. Funkcje biskupie pełnił również w Pradze, Budziszynie, Strasburgu, Bazylei i Konstancji.